# نزهة العلوي
نزهة العلوي هي صاحبة المشروع المغربي ومؤسسة العلامة التجارية ميشد. وهي أيضًا مؤسسة مؤسسة ميشد، وهي منظمة غير ربحية لتمكين المرأة وتعليمها.

## النشأة والتعليم
ولدت نزهة في الرباط عام 1982. درست في المدرسة الثانوية الفرنسية بالرباط وواصلت دراساتها في طنجة في مدرسة أمريكية.درست لاحقًا إدارة الضيافة في إسبانيا حيث درست فترة تدريب مدتها ستة أشهر قادتها إلى روما وميلانو ولندن. حصلت على درجة البكالوريوس في إدارة الأعمال في لندن، ثم درست التصوير في مدينة نيويورك.